# Sade (együttes)
A Sade (IPA: /ʃɑːˈdeɪ/) angol könnyűzenei együttes, amely Sade Adu nigériai énekesnő zenekara volt. További tagjai: Paul Denman, Andrew Hale és Stuart Matthewman. Korábbi tagok: Paul Cook és Dave Early. 1982-ben alakultak meg Londonban. Zeneileg soul-t, rhythm and bluest, quiet stormot és sophisti-popot játszanak.
Leghíresebb albumuk a "Diamond Life", amely bekerült az 1001 lemez, amit hallanod kell, mielőtt meghalsz című könyvbe is. Ez a lemez második helyezést ért el a brit albumlistán (British Album Chart), illetve 1985-ben megnyerte a Brit Díjat is a Legjobb Angol Album kategóriában. Ezen kívül még öt stúdióalbumot dobtak piacra. Még két koncertalbumot, két válogatáslemezt, öt videóalbumot és két középlemezt is megjelentetett az együttes.
2011-ben feloszlottak, de karrierjük alatt már többször is feloszlottak, először 1982-től 1993-ig működtek, majd 1999-től 2001-ig, végül 2008-tól 2011-ig. 

## Diszkográfia

### Stúdióalbumok
- Diamond Life (1984)
- Promise (1985)
- Stronger than Pride (1988)
- Love Deluxe (1992)
- Lovers Rock (2000)
- Soldier of Love (2010)